# 西行
西行（日语：／ Saigyō），元永元年（1118年） - 文治6年2月16日（1190年3月23日），是平安時代末期至鎌倉時代初期的日本武士・僧侶・歌人。世人谓之以“西行法师”。俗名佐藤義清（さとう のりきよ），其氏爲佐藤，或溯祖上稱藤原氏；其名也表记为憲清、則清、範清:西行生涯01。 西行为其号，後亦稱大本房、大寶房、大法房。法號为圓位。
西行善歌，出家後在各地漂泊結草庵，巡遊諸國，留下許多和歌。传世至今者约2300首。敕撰集（以二十一代集计）中收录的和歌就有265首，此中，其作品首次收录至《詞花集》当中（1首），另外还有18首收录至《千載集》、94首收录至《新古今集》（收录数之最者）中。家集有《山家集》（六家集之一）、自撰《山家心中集》等。另有說話集《撰集抄》、《西行物語》将有关其个人逸話、傳說集中收录。

## 生平

### 在俗期間
西行誕生於元永元年（1118年）。少年時期的西行，不僅學習了和歌之寫作，也在14歲時自藤原成通處學習了蹴鞠。及長至15-16歲時，一如其祖上（見后文家系一章），西行仕于德大寺左大臣藤原實能府下，身爲左大臣之隨從武士，其與皇室有了接觸之機會。19歲時（1136年）任兵衛尉，成爲鳥羽院之北面武士。當年秋在鳥羽離宮作詠菊和歌一首，被學界認爲是西行家集中做成最早者，詳見和歌一章。在任北面武士期间，在武学方面，其善騎射、通武略；在文学方面，其写作了基于武士生活的和歌。保延4年（1138年），西行前往法輪寺拜會空仁法師，其間作成些許連歌，從歌中可以體會其已經對空仁法師及出家生活之仰慕。

### 決意出家
保延6年（1140年）春，其同親近之人同游東山，從當時所作歌中能夠體會出更强烈的出家意願:12。依《百練抄》記述，當年10月15日（一說11月），其落髮出家，法名圓位，號曰西行或大寳房。在行將出家之時向鳥羽院辭行有歌:116。入冬後，西行深居京都以北的鞍馬山中:138。至於其出家之根本原因，歷史上沒有確切定論學界目前有避免政治鬬爭而出家的“政治原因說”與追求一名貴婦人失敗而出家的“失戀原因說”，《西行物語》中則記敘爲是佐藤憲康突然離世，其感嘆人生無常而出家的“無常感慨說”。

### 京洛在滯
自永治元年（1141年）始，西行開始在京都周圍的東山、嵯峨、小倉山一帶活動，在一些寺院或地點營建了供居住的草庵，在此期間作成了一些有關草庵生活的和歌。同時，鳥羽院與崇德院關係不和，朝内逐漸出現派系，爲日後的保元之亂埋下了禍根。而與多方都有聯係的西行，爲勸進供養也經常出入當時名流之宅邸。久安元年（1145年），待賢門院璋子薨，西行曾侍奉的德大寺家勢力瓦解，西行情感上現悲愴之意:134-135。

### 初旅陸奧
西行在30歲左右，離開京都，踏上了前往陸奧的旅程，且在陸奧多處名勝景致絕美處留有和歌。至於具體於何時前往旅行，沒有直接文獻證明，諸多學者都有不同的推定。川田順因康治2年（1143年）西行曾作有分別之應答歌及天養元年（1144年）西行在京都瀏覽了《詞花集》的書稿二事，推定其旅行時間在此之間。尾山篤次郎認爲大約在其不小於三十歲的二十七八歲左右；窪田章一郎等人則認爲是在三十歲左右:184-185。兹取30歲左右一説涵蓋以上觀點。

### 高野避世

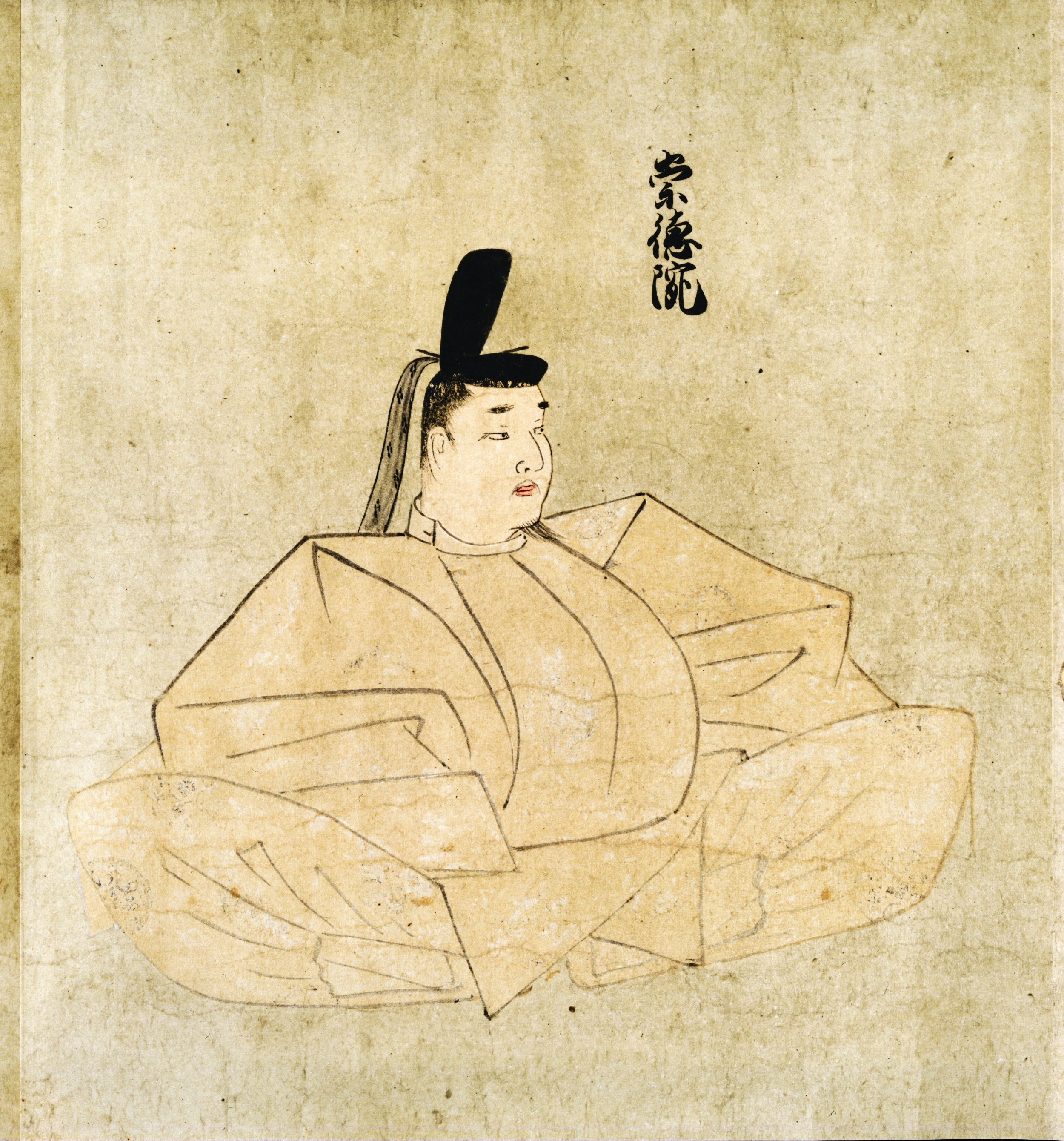
崇德院畫像

西行完成了初次陸奧旅程后，來到了高野山修築草庵，其在此爲中心生活了約三十年，一直至治承4年（1180年）左右移居伊勢。仁平元年（1151年），《詞花集》編纂完成，其中收錄西行和歌一首，位於卷第十，但因其身份卑賤且并非活躍在中央歌壇之歌人，是以署“題不知，作者不知”。

#### 保元之亂
在此期間，京都的政治風波達到了高潮。先是，保元元年（1156年），鳥羽院病重，西行回京。七月二日，鳥羽院在鳥羽離宮駕崩，西行感“因緣匪淺”作有和歌並以長序，並參列鳥羽院的出殯隊伍。鳥羽院駕崩10日後，保元之亂爆發，最終崇德院方敗北，其幽禁於仁和寺期間，西行星夜馳來探訪，也有作歌:198-199。爾後，伴隨著舊主德大寺家故人逐漸逝去，西行與當時都内政治漸行漸遠，同時其在事件結束後勸説數名京中人士出家爲僧:198。事後亦對流放讚岐的崇德院表示過關心，或贈歌於侍奉崇德院的女房，或托前往讚岐的人捎信:207。

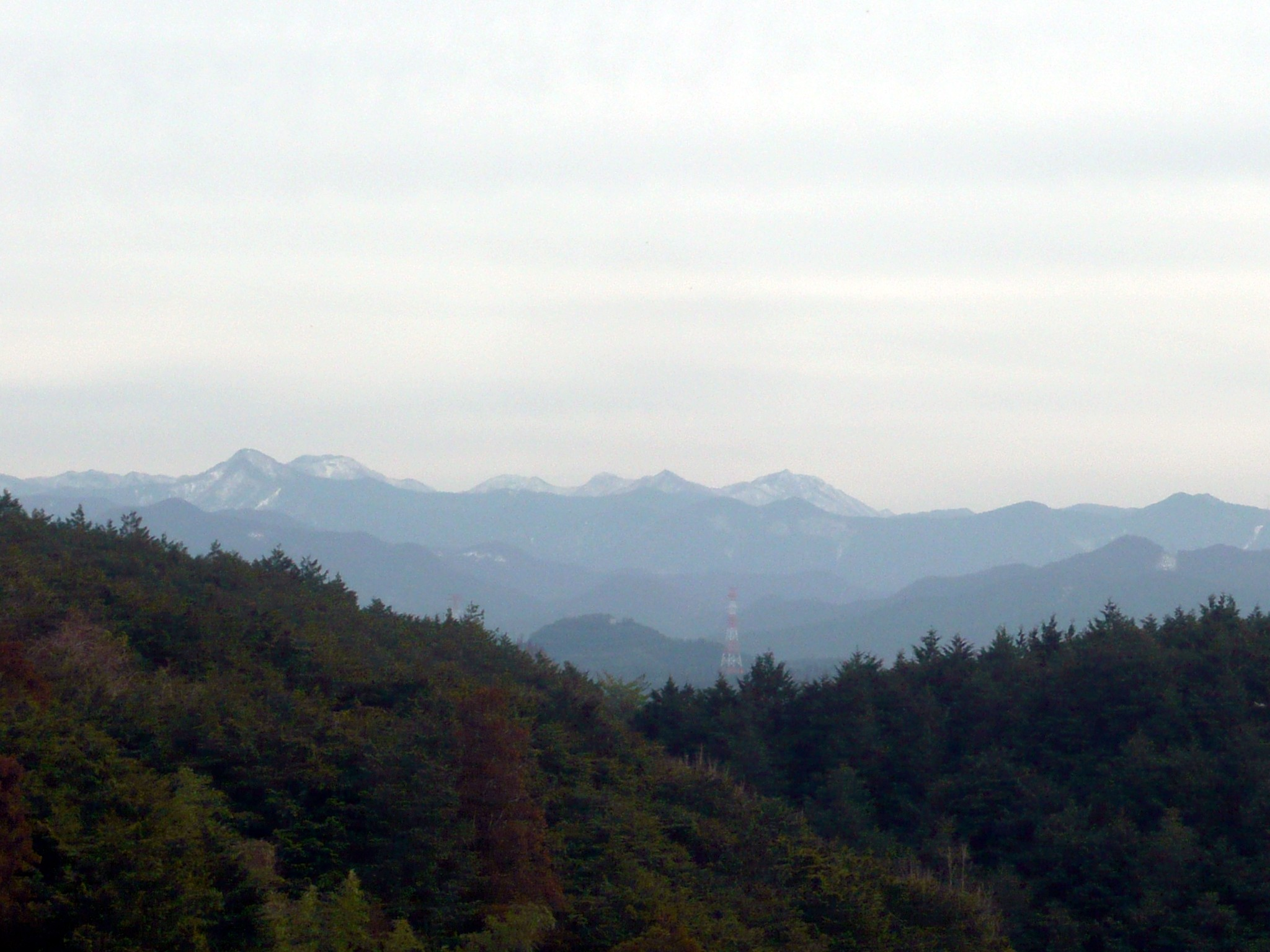
大峰山

#### 大峰修行
大峰山，位於熊野與吉野之間，自奈良時代以前便是原始自然信仰的聖地。待至平安時代又有神佛雜糅的性質，成爲真言密教的修行場所。西行在高野期間曾有多次修行活動，其中以繞大峰修行活動爲最，其在修行期間留下了歌詠大峰山及有關熊野、吉野的和歌:244-245。

#### 四國之旅
仁安三年（1168年）10月，西行決心前往四國旅行。可以明確的是，其四國之行是有計劃有目的的行程，一是爲了追慕有關弘法大師（空海）的古跡；二是故人崇德院已于長寬2年（1164年）駕崩，前往四國可拜謁其陵墓白峯陵:253。期間其又想前往土佐但未能成行:275。
西行曾于承安元年（1171年）在結束修行旅途後，聽聞6月1日後白河院在住吉大社參拜，便於2日前往參拜並拜見了後白河院:277。承安二年（1172年）3月18日，平清盛在攝津國開行法會并將西行招徠，當日晚有萬燈會，西行有作歌:288-289。另外治承元年（1177年），因蓮華乘院將搬遷至高野山壇上，西行便著手於有關工程的化緣活動:255。

### 轉居伊勢
治承4年（1180年），西行當年63歲，其離開了過去三十年生活的中心高野，搬至伊勢住下。至於其爲何長期駐留與此處，學界有諸多論斷，有“神宮祠官之存在”說、有“對高野山失望”說、有“神宮崇敬躬往垂跡”說、有“源平合戰之社會原因”說。當時的日本處於源平合戰的戰亂中，源平兩家各有人身死，源義仲、平宗盛、平清宗等人死後西行皆有歌吊之:337-342。

#### 再旅陸奧
文治2年（1186年），西行當年69歲，踏上了第二次陸奧之旅，此亦是其人生中最後一次旅途。不同於第一次陸奧之旅的衆説紛紜，本次旅途之時間及目的爲《吾妻鏡》所記載。
另外西行在旅途中路過鐮倉與源賴朝會談，也曾看到富士山噴煙:346-351。翌文治3年（1187年），其回到伊勢。

### 末期生活
文治4年（1188年），其18首和歌入選《千載和歌集》。而後自編《異本山家集》及《山家心中集》。文治5年（1189年），西行開始臥病在床，期間有上京欲望，但最後未能成行:683。建久元年（當年4月改元）（1190年）2月16日，西行於河内國弘川寺圓寂，終年73歲:716。死後其亦葬於弘川寺。

## 家系

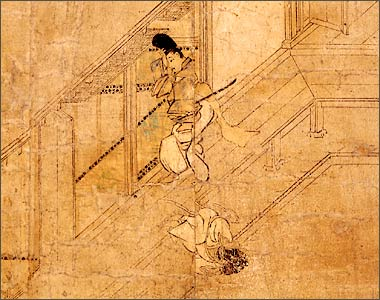
《西行物語繪卷》鐮倉本，所繪爲西行踢開其女之景象

#### 父母祖先
西行其父为左衛門尉佐藤康清、其母为監物源清經之女。溯其父家系，乃是藤原秀鄉之後人，再溯至藤原氏開闢之時，爲藤原北家藤原房前子藤原鱼名之鱼名流藤原氏。自其曾祖佐藤公清一代始称“佐藤”一氏。其祖父佐藤季清及父佐藤康清皆仕于卫府、奉於華族德大寺家。在纪州田仲庄有其家所属的知行地。追其母家系，情况尚不明瞭，唯有考证源清经其人通達文武。

#### 兄弟
依據《尊卑分脈》一書之記載，佐藤康清有兩子，一曰仲清、一曰義清，但未記載二人當中何人爲長子。

#### 妻子兒女
依據《尊卑分脈》一書之記載，西行有一子名隆聖，任權律師一職。另外在《西行物語》中，也有關於其女兒存在的文字。西行出家前夕，年僅四歲的女兒前迎，並執衣袂不放，西行想到“不斷此念想不得出家”，便將女兒從房廊一側踢了下去。

## 和歌
| 敕撰和歌集     | 新編國歌大觀編號 | 計     |
| -------------- | --- | ------ |
| 詞花和歌集     | 371 | 一     |
| 千載和歌集     | 69、266、515、602、604、873、874、925、926、1006、 1020、1062、1063、1064、1146、1147、1228、1275 | 一十八 |
| 新古今和歌集   | 7、27、51、79、86、126、217、218、262、263、 299、300、362、367、448、472、501、502、538、570、 585、603、625、627、691、697、793、831、837、838、 885、886、887、937、938、978、987、988、1099、1100、 1147、1148、1155、1185、1193、1200、1205、1230、1231、1267、 1268、1269、1297、1298、1307、1470、1530、1531、1532、1533、 1534、1560、1611、1613、1617、1630、1631、1640、1641、1657、 1658、1674、1675、1676、1677、1680、1746、1747、1748、1749、 1778、1779、1808、1828、1829、1830、1831、1842、1844、1877、 1878、1879、1977、1979、（1845-a） | 九十四 |
| 新敕撰和歌集   | 98、99、196、280、338、339、400、415、673、816、 1086、1155、1156、1200 | 一十四 |
| 續後撰和歌集   | 21、223、265、314、361、451、462、844、906、1129、 1243、1290、1314 | 一十三 |
| 續古今和歌集   | 701、1029、1077、1345、1346、1382、1447、1491、1528、1535 | 十     |
| 續拾遺和歌集   | 19、91、346、596、692、822、1149、1359、1440 | 九     |
| 新後撰和歌集   | 54、91、113、277、320、388、552、652、1281、1549、1570 | 一十一 |
| 玉葉和歌集     | 130、131、144、145、219、232、325、569、609、616、 657、658、666、688、696、815、839、877、904、905、 991、1111、1124、1189、1190、1222、1270、1476、1492、1493、 1524、1672、1692、1774、1837、1860、1931、2031、2052、2135、 2177、2178、2232、2265、2332、2333、2346、2360、2364、2431、 2454、2466、2468、2481、2494、2530、2773 | 五十七 |
| 續千載和歌集   | 254、673、969、980 | 四     |
| 續後拾遺和歌集 | 101、760、1265 | 三     |
| 風雅和歌集     | 130、165、258、556、604、607、608、1463、1832、1847、 1993、2033、2109 | 一十三 |
| 新千載和歌集   | 1199、2151、2206、2219 | 四     |
| 新拾遺和歌集   | 50、314、456、499、599、782、856、1764、1918 | 九     |
| 新後拾遺和歌集 | 193、405、1421 | 三     |
| 新續古今和歌集 | 141、1480、1698 | 三     |

西行一生作歌衆多，其生平活動軌跡及情感變化可以從其所作和歌中一窺。兹列擧數首。

### 推定家集中最早之和歌
西行曾於京南之鳥羽離宮正殿東側庭院，獻藤原宗輔以一詠菊之歌。尾山篤二郎等人判斷爲其19歲時（保延2年，1136年）所作。
| 〔〕 |
|      |

該和歌《山家集》中編號爲466；《續國歌大觀》編號爲7453。

### 百人一首
- 《小倉百人一首》
西行法師
- 《小倉擬百人一首》
西行法師
矢間重太郎 妻織江
歌川國貞的浮世繪

| 全日本歌牌協會版本 | 嵯峨嵐山文華館版本 | 中譯                                        |
| ------------------ | ------------------ | ------------------------------------------- |
|                    |                    | 見月應長嘆 憂思起萬端 蟾光何罪有 令我淚漣漣 |

此和歌收錄於《千載和歌集》卷第十五「戀歌五」，編號爲929；《山家集》中編號爲628；《續國歌大觀》編號爲7620。
爲四段活用動詞之命令形；，即引用。首句意爲“（月）言道‘且嘆’”，作者將月擬人化。爲表反語意之係助詞。爲四段活用動詞之未然形，爲下二段活用使役助動詞之連體形。此句意爲“難道使我思慮者乃月（藉其所言）否”此句反問，實則表達思慮與月無關。爲ナリ活用複合形容動詞之連體形。此句意爲“（非也。）但眼淚仍自哀恨之顔面潸然淚下”。全歌大意爲：月亮好似曰“且嘆”，然我因自己思慮物事而愴然淚下，又怎能罪于明月”。

### 晚年和歌暨代表作

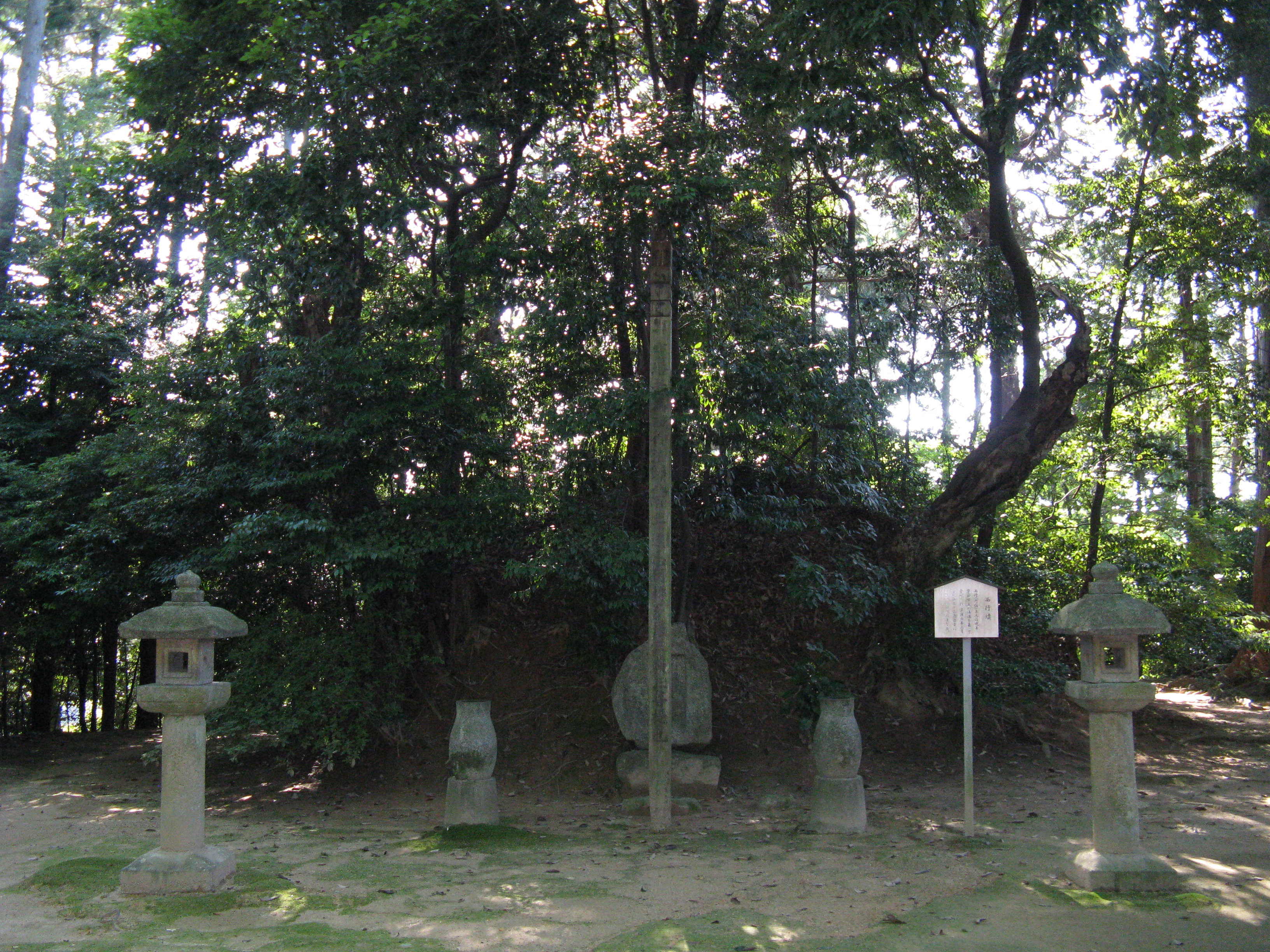
弘川寺西行墳，墓周櫻樹亭亭如蓋

西行曾在晚年表達過在農曆二月十五日，即釋迦牟尼涅槃日能死于櫻花樹下之希望。
| 《山家集》版本 | 《續古今和歌集》版本 |
| -------------- | -------------------- |
|                |                      |

該和歌《山家集》中編號爲77；《續古今和歌集》中編號爲1527，位於卷十七雜上；《續國歌大觀》編號爲7058。即如月，農曆二月；即十五日，即釋迦牟尼涅槃日，之“其”意便是指代此典。“花”者，即櫻花。由於西行在二月十六日圓寂，完成了這首和歌中的願望，後世也將本和歌作爲西行的代表歌。

## 傳說

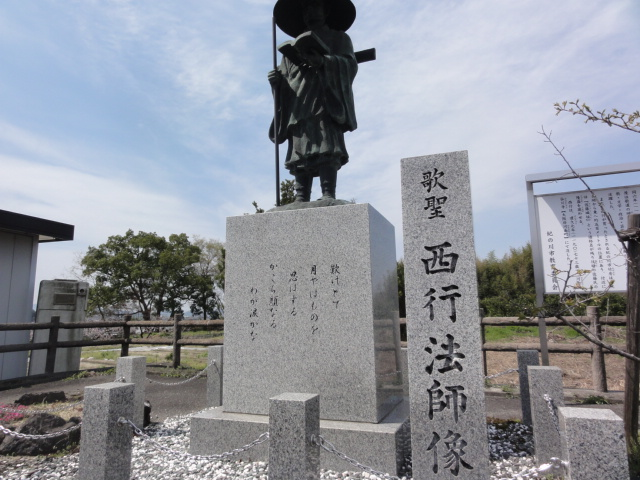
和歌山县纪之川市的西行法师雕像

《撰集抄》卷第四第十六節“西行於高野奧造人事”中，有西行製作「人造人」的記述。西行住在高野山之時，曾收集原野的屍體，塗砒霜与骸骨，進行反魂之術，試圖造人。但是，卻做出“觀外表似人之姿，然氣色血相不佳；可有聞似人之聲，然如管弦之音”的無靈之物，最後丟棄於高野山深處。之後，西行為了查明失敗的原因，而就教於伏見前中納言師仲，但他轉念一想，又覺得兹事無趣，於是就此作罷。

## 刊行著作及文獻

### 著作
- 後藤重郎校注，新潮社，新装版2015年
- 佐佐木信綱校訂，岩波文庫，寬開本版亦刊指
- 風卷景次郎校注，日本古典文学大系29，岩波書店[9]
- 伊藤嘉夫校註，日本古典全集・第一書房，1987年
- 伊藤嘉夫編，第一書房，1987年
- 久保田淳編，日本古典文学会、貴重本刊行会，1990年
- 尾山篤二郎編著，五月書房，1978年
- 伊藤嘉夫・久曾神昇編，ひたく書房，1981年
- 橋本美香編，笠間書院，2012年
- 久保田淳・吉野朋美校注，岩波文庫，2013年
- 宇津木言行校注，角川ソフィア文庫，2018年

### 文獻
- 桑原博史譯注，講談社学術文庫 1981年
- 小松茂美編，中央公論社
- 宮下隆二訳，選書版，PHP研究所，2008年
- 千野香織編 〈日本の美術416号〉 至文堂，2000年
- 毎日新聞社，1989年
- 堀江朋子著，論創社，2021年

## 關連事項

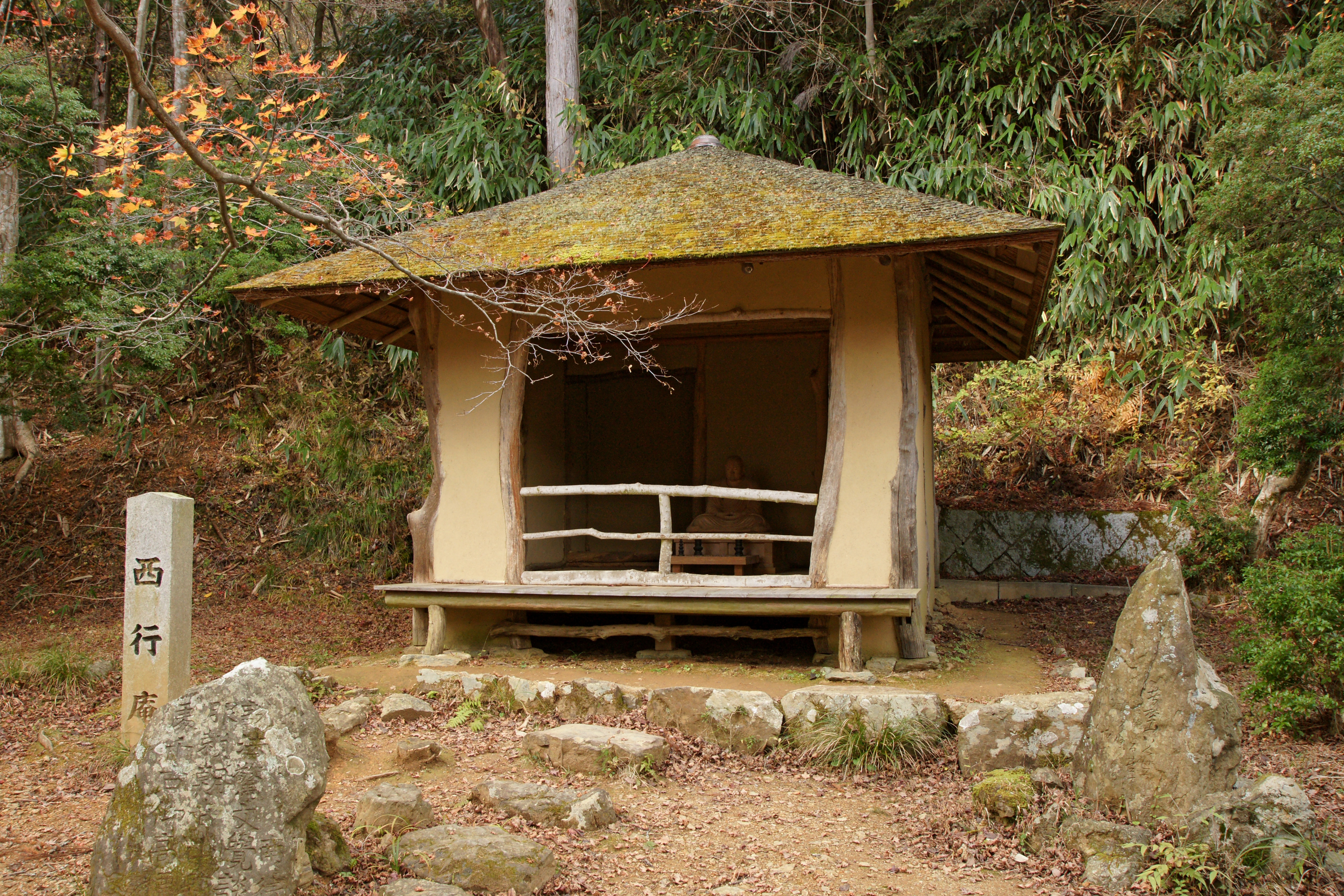
西行庵（吉野山）

- 西行庵 - 京都皆如庵、吉野山西行庵跡。

## 关联藝術作品

### 能劇

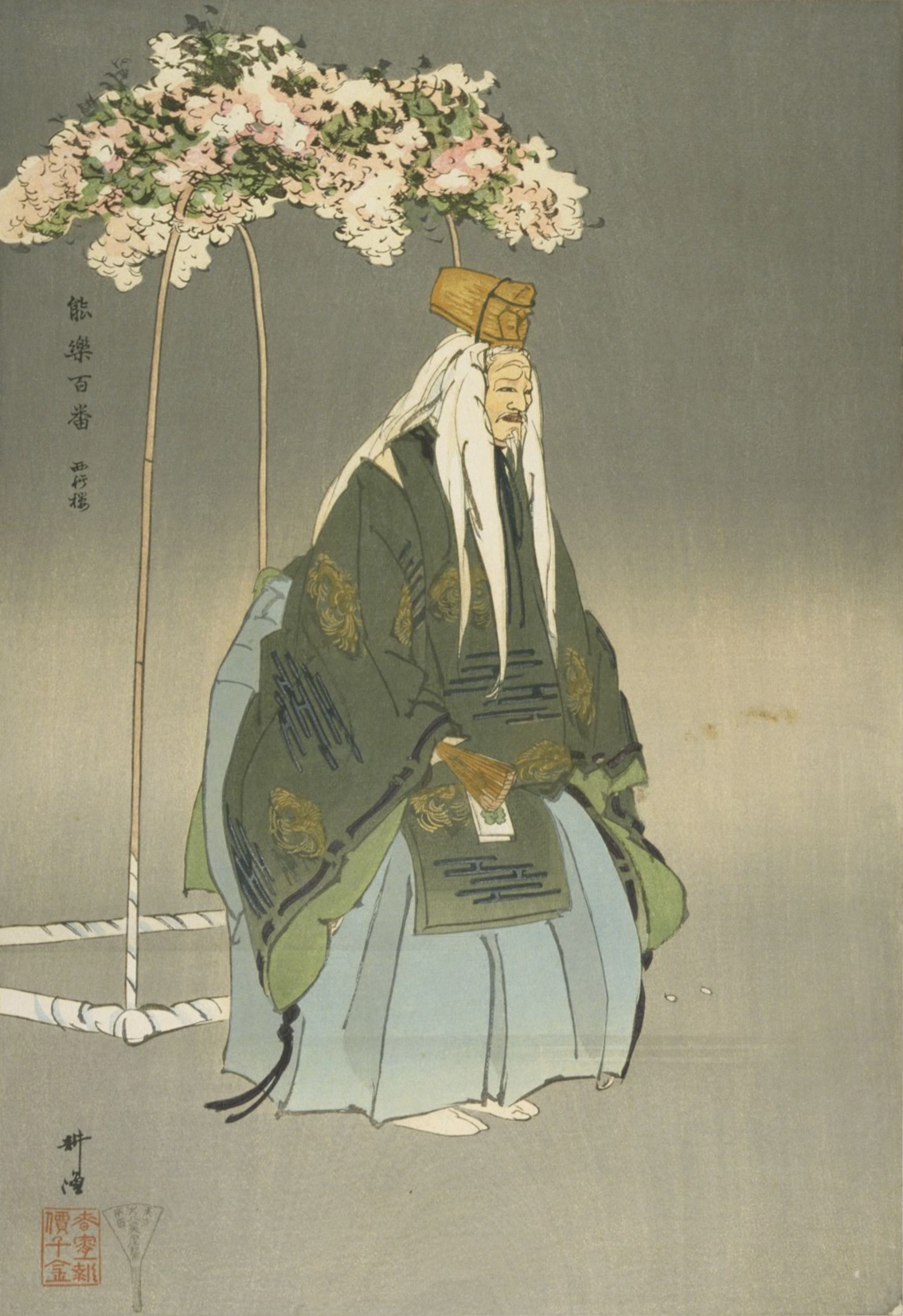
西行櫻 月岡耕漁 能樂百番 國立能樂堂藏

- 《江口》
- 《西行櫻》

### 落語
- 《西行》
- 《西行鼓瀧》

### 長唄
- 《時雨西行》

### 義太夫節
- 《軍兵富士見西行》

### 文學作品
- 上田秋成《雨月物語》「白峯」
- 幸田露伴《二日物語》（全集第5巻）
- 白洲正子《西行》ISBN 4101379025
- 瀬戸内寂聴《白道》ISBN 4062638819
- 辻邦生《西行花傳》ISBN 4101068100
- 火坂雅志《花月秘拳行》ISBN 4043919050
- 中津文彦 ISBN 978-4396630164
- 夢枕獏《宿神》（全4巻）ISBN 978-4022510020, ISBN 978-4022510037, ISBN 978-4022510235, ISBN 978-4022510242
- 三田誠廣

### 影視劇
- NHK大河劇《平清盛》。西行一角由藤木直人飾演。本劇中有關西行出家的原因，演繹爲與待賢門院璋子的愛恨情仇。

### 游戏
- 《东方妖妖梦 ～ Perfect Cherry Blossom.》，乃是上海爱丽丝幻乐团制作之弹幕射击游戏。其中六面Boss西行寺幽幽子一角正是以西行之女为原型创造的艺术形象。在游戏当中也引用了西行的和歌。詳情請參閲THBWiki中的有關内容 （页面存档备份，存于）。

## 其他
西行一生中遍歷諸國，因此後世將四處遍歷的木匠等工匠稱爲“西行”。

### 註解
1. ↑  此集中記爲“題不知，作者不知”，《異本山家集》載爲西行歌。
2. ↑  切出歌，即續古今集1535，不計數。
3. ↑  承治三十六歌合載爲平經盛作

## 外部連結
- 西行の研究（页面存档备份，存于）
- 山家集の研究
- digital西行庵
- 西行歌碑と西住塚 （页面存档备份，存于）